# Сириг (Чонград)
Сириг (мађ. Szőreg ) је некадашње село, данас део града Сегедина, жупанија Чонград у републици Мађарској. Сириг је познат по присутности српске мањине, некада веома бројне, а данас и даље присутне.
Сириг се налази у мађарском, крајње северном делу Баната, источно од Сегедина, удаљеном пар километара од насеља. Ширењем града после Другог светског рата Сириг се просторно повезао са њим, а званично је припојен граду 1973. године.
У насељу и данас живи невелика српска заједница и постоји стара Српска православна црква. После Првог светског рата већи део српског становништва се иселио у српске делове новоформиране Краљевине Срба, Хрвата и Словенаца.
Село је веома познато производњи ружа (највеће количине у Мађарској), а у вези са овом делатношћу и годишњи фестивал ружа.

## Историја
Место је насељено под угарским владарем Белом IV 1250. године.
Много векова касније, 1774. године аустријски царски ревизор Ерлер је саставио извештај о Банату. За место "Сорег" констатује да припада Тамишком округу, Чанадског дистрикта. Сириг је 1764. године био православна парохија Чанадског протопрезвирата. Ту се налазе Управни подуред и римокатоличка црква, а становништво је било измешано српско и мађарско. Када је 1797. године пописан православни клир ту су два свештеника Поповића. Пароси, поп Василије (рукоп. 1782) и поп Симеон (1785) знали су српски и румунски језик.
За време мађарске буне водиле су се борбе код Сирига. Марта 1849. године српска претходница пуковника Стевана Книћанина је ту први пут доживела пораз. Книћанин је сам спасио своју војску од пропасти, али су последице биле далекосежне. Многи српски војници су хтели да оду својим кућама. "Наша војска клону духом, а непријатељ се охрабри. И онај страх који су Мађари од Србијанаца имали, изчезао је сада". Сириг је као потиско српско село, много пострадао 1849. године "пљачком и ватром" - опустошен и сатрвен од стране Мађара, да му је требала деценија да се мало оправи. Народ је опевао познати ратни догађај "Бој на Сиригу", чији се текст појавио и једној српској књизи 1850. године.
Године 1855. поплавио је река Тиса село Сириг и нанела му велику штету.
Ту се 1905. године налазе ПТТ комуникације и жељезничка станица. Сириг је тада велика општина, у којој живи 3544 становника у 673 куће.

## Срби у Сиригу
Првобитна српска православна богомоља постојала је за време турске окупације. Садашња црква посвећена празнику Рођење Богородице или Малој Госпојини, је подигнута 1769. године, освећена је 1785. године. Поправљана је богомоља 1855. године, а генерално - крајем тог века. Године 1860. новосадски звоноливац Георгије Јосиф Петровић је излио три звона за сиришку цркву, од 18 центи. Једну центу је поклонио цркви за спомен покојног сина и ученика Милоша. Иконостас је добила црква 1912. године, рад сликара Славка Гигића. Иконе "Крштење Христово" и "Рођење Христово" рад су сликара Васе Поморишца.
Сиришки свештеници су се писали 1807. године за претплатнике занимљиве биографске књиге. Били су то - Василије и Симеон Поповић. Пренумеранти сиришки били су 1820. године записани у Сегедину: поп Орестије Поповић капелан и Димитрије Поповић учитељ. Поп Александар Поповић из Сирига је 1843. године приложио 2 ф. 24 крајцаре: "на достижење циљева Матице српске". Браћа рођена Поповићи - Сирижани пароси, поп Александар и поп Аксентије купили су једну духовну књигу 1846. године.
Године 1833. купили су претплатом са мађарског преведену књигу житеље Сиришки: Аркадије Милетић јерођакон и Димитрије Поповић учитељ. Сирижани су читали једну допадљиву књигу објављену 1843. године у Сегедину: поп Александар Поповић парох и школски управитељ, поп Аксентије Поповић парох и катихета, Стефан Поповић учитељ, Георгије бараковић бележник, Јоца Тодоровић главни тутор, Лазар Белеслин ковач и варошки касир, Јован Петров ешкут, три црквена појца - Порфирије Пакашки, Макса Недељковић и Јаков Стојковић, затим Алекса Данић ћурчија и десетак грађана. Немачку граматику "за Србе" од Евгенија Ђурковића су купили у Сиригу 1851. године, следећи претплатници: месна Општина за омладину сиришку, поп Алекса Поповић и учитељ Симон Вуљчевић. Стручну књигу о пчелама купили су 1860. године и Срби Сирижани: поп Александар Поповић парох, поп Аксентије Поповић парох, и грађани парохијани - Максим Недељковић, Драга Стојков, Лазар Стојков, Стефан Антонин, Илија Белеслин и Порфирије Пакашки. Пренумеранти Вукове књиге о народним обичајима били су 1867. године земљеделци сиришки: Макса Недељков и Профир Пакашки.
Наименован је 1864. године за учитеља у Сиригу Вељко Поповић. Изучио је као и многи други сеоски учитељи, четири разреда гимназије и Препарандију. Проглашен је да је способан за учитеља основне школе и нижих разреда Главне школе, са препоруком. По расписаном конкурсу из априла 1867. године види се да је учитељу следовало: 105 ф. годишња плата у новцу, четири ланца ораће земље, 40 пожунских мерова жита, 50 фунти соли, 12 фунти свећа, четири хвата сламе, хват дрва и стан. Сиришка школа је 1905. године имала једно здање подигнуто 1874. године. Учитељско тело чинили су супружници учитељи: Радивој Тополац родом из Парага, сталан, већ 23 године у месту и Марина Тополац рођ. Никашиновић родом из Вршца, стална, у месту већ 11 година. Школске деце је укупно пописано 324, од којих за забавиште 105. Редовну наставу је заиста похађало 172 ђака, а у пофторну школу њих 48 све старијег узраста. У туђе школе ишло је 11 ученика српске националности.
По српском извору из 1905. године Сириг је велика општина, у којој има 1511 Срба (43%) са 292 дома (44%). Од српских јавних здања ту су православна црква и народна школа. Црквена општина је уређена, скупштина редовна а председник је Ника Малетин. Црква је у лошем стању, а парох је са службом од 13 година, поп Срећко Јовановић родом из Српског Св. Петра. Поп Срећка је 1908. године заменио као администратор поп Бранко Петровић. Парохија је четврте платежне класе, има парохијски дом и српско православно гробље. Парохијска сесија износи 42 кј, а црквено-општински посед земље од 75 кј. При парохији су и два добра оба формирана у корист црквене општине: Фонд Ђорђа Ђуке Поповог за корист црквене општине и Фонд црквено-школски.
Године 1925. у Сиригу се српство одржало захваљујући поседима које су задржали. Срби Сирижани су од општинског укупног поседа од 7949 јутара били власници 3217 јутара. Најјачи економски су стојали земљепоседници браћа Недељков, Милан Стојков, Викентије Марков и Воја Страјин. А било их је само 312 душа у 50 домова. Православна парохија имала је 42 јутра земље. Али Сирижани ту ипак нису видели лепу будућност, већ су намеравали да се оптирају у југословенску нову државу. Нису знали ни где ће тачно ићи, а рок докле је могла да се изврши оптација истицао је 26. јула 1926. године.
Почетком 21. века у Сиригу је српска православна црква, у центру села. Старо гробље се налазило ближе цркви, а садашње је на ивици места према Сентивану. То српско православно гробље је ограђено и са новом капијом, а најстарији споменик је из 1888. године. Поред Срба ту се сахрањују и православни Цигани.